# David Katz
Pour les articles homonymes, voir Katz.
David Katz est un journaliste américain écrivant sur la musique. Il est également photographe et historien du reggae.
Il est un expert réputé à propos de Lee « Scratch » Perry. Il a d'ailleurs créé la revue Upsetter. Il écrit des articles pour différents magazines et journaux comme The Guardian, Mojo, The Beat et a animé de nombreuses émissions de radio.
Il est l'auteur d'un des plus importants ouvrages consacrés au reggae : Solid Foundation: An Oral History of Reggae. Il a aussi contribué à la réalisation de l'ouvrage The Rough Guide to reggae (projet dirigé par Steve Barrow et Peter Dalton) paru pour la première fois en 1997  (ISBN 1-84353-329-4), Rough Guides Limited. Mis à part ses travaux journalistiques, il a produit plusieurs rééditions d'albums de reggae jamaïcain.
Il réside à Londres où il anime de temps en temps quelques soirées comme deejay et enseigne à l'université de Charleston en Angleterre.